# Kurt Bolender
Heinz Kurt Bolender (1912. május 21. – 1966. október 10.) SS-Oberscharführer, aki 1942-ben a sobibóri megsemmisítőtáborban szolgált. 1965-ben megvádolták azzal, hogy 360 zsidót személyesen ölt meg, és további 86 ezer ember meggyilkolásában volt bűnrészes Sobibórban. Két hónappal a tárgyalás vége előtt öngyilkos lett.

## Élete
Bolender 1912-ben született Duisburgban, és 16 éves koráig tanult, mikoris kovácsinasnak állt. Az 1930-as években csatlakozott az NSDAP -hoz. 1939-ben csatlakozott az SS-Totenkopfverbände-hez. Miután csatlakozott az eutanázia programhoz,  Hartheimben, Hadamarban, Brandenburgban és Sonnensteinben dolgozott, ahol fizikai és értelmi fogyatékos németeket öltek meg gázzal és injekcióval.  Ebben az időszakban Franz Stangl és Christian Wirth társaságában is dolgozott. 1941–42-ben az orosz keleti frontra küldték, a többi T-4-es dolgozóval együtt. 

### Sobibórban
1942 áprilisától augusztusig Sobibórban szolgált, ahol személyesen felügyelte a gázkamrákat és a krematóriumokat. Ezzel a feladattal azért bízták meg, mert a tábor parancsnoka, Franz Stangl SS-Hauptsturmführer korábban már együtt dolgozott vele. Erich Fuchs SS-Scharführer, aki szintén Sobibórban dolgozott, ezt vallotta róla 1966-ban:
,,Körülbelül harminc-negyven nőt lett elgázosítva egy gázkamrában. A zsidó asszonyokkal a gázkamra közelében a szabadban levetették ruháikat, az SS-tisztek és az ukrán őrök pedig a gázkamrába hajtották őket. Amikor a nőkre rázárták az ajtót, én és Bolender elindítottuk a motort. Körülbelül tíz perccel később a harminc-negyven nő már halott volt."
Bolender feladatai közé tartozott ezen kívül a III-as lágerben dolgozó foglyok munkájának felügyelete:  
,,Csoportokra osztottam őket: míg egyesek a gázkamra kiürítését végezték, addig mások a holttesteket szállították el a sírokba."
Erich Bauer SS-Oberscharführer 1966-ban ezt vallotta róla: 
,,Bolender irányította a III-as lágert. Sobibórban volt egy zsidó, akit boxra kényszerített az egyik fogolytársával, és örömét lelte abban, hogy szinte halálra verték egymást. Bolendernek volt egy nagy kutyája, melyet rá szokott uszítani azokra a zsidókra, akik nem dolgoznak."
Bauer szerint Bolender részt vett női foglyok csoportos megerőszakolásában is, mielőtt a gázkamrába küldték volna őket:
,,Engem hibáztattak azért, mert felelős voltam Ruth és Gisela haláláért, akik az erdészházban éltek. Mint ismeretes, ez a két lány az erdész házában élt, és az SS-tisztek gyakran látogatták őket. Abban a házban orgiák zajlottak. Ezeken részt vett Bolender , Gomerski , Karl Ludwig, Franz Stangl , Gustav Wagner és Steubel . A felettük lévő szobában laktam, és emiatt mindent tisztán hallottam. Nem tudtam elaludni, miuán visszatértem egy utazásról."
1965-ben Ada Lichtman, Sobibór egyik túlélője számolt be Bolenderről és kutyájáról:
,,Nehéz elfelejteni az atlétikus testű és hosszú hajú Oberscharführert, Kurt Bolendert, aki félmeztelenül járt, csak edzőnadrágot viselt, oldalára hosszú ostort kötve, mellyel kegyetlenül elbánt azokkal a foglyokkal, akikkel találkozott. Ebédre menet szokása volt, hogy áthaladt a főkapun, és megkorbácsolta azokat a zsidókat, akik szintén ott haladtak át. Egyszer, amikor még a peronkommandóban dolgoztam, a csoportot gondatlansággal vádolták, amikor véletlenül nyitva hagytunk egy ablakot az egyik vonatkocsin. Mindkettőnket megbüntettek.  Nem egyszer láttam, hogy csecsemőket, gyerekeket és betegeket küldött egyenesen a Lazarettre  (kórháznak álcázott kivégzőhelyek). Ő volt az, aki kiválasztotta azt a tíz férfit, akik az ételt hordták a III-láger dolgozóinak."
1942 decemberében Bolender börtönbe került, mert megfélemlített egy embert, a válásánál tanúskodott. Szabadulása után visszatért Sobibórba, és segített a tábor elbontásában. Ezt követően a dorohuczai munkatáborban , majd az olaszországi Triesztben szolgált. 1945. január 18-án Bolender megkapta a Vaskereszt 2. osztályát.

### Letartóztatása és tárgyalása
A második világháború után Kurt Bolender álnevet vett fel, és nem találkozott sem családjával, sem rokonaival, és egy idő után holttá nyilváníttatta magát. 1961. májusban Németországban egy night clubban felismerték, ahol portás volt, és rögtön letartóztatták. Ekkor a Heinz Brenner nevet használta. Lehetséges, hogy a háború után a Wilhelm Kurt Vahle álnevet is használta, míg az Er- und Siebarban majd a Hofbräuhausban dolgozott Hamburgban. Otthonában találtak egy ostort, amin ezüsttel a "KB" kezdőbetűk, amit Sobibór túlélője, Stanisław Szmajzner készített.
1965-ben megkezdődött Bolender és 11 volt sobióri SS-tiszt tárgyalása a nyugat-németországi Hagenben. A tárgyaláson Bolender kezdetben azt állította, soha nem járt Sobibórban, hanem ehelyett partizánok ellen harcolt a lengyel Lublin környékén. Később azonban a felhozott ellenbizonyítékok alatt megtört, és beismerte, hogy Sobibórban volt. A bírósági tárgyalás vége előtt Kurt Bolender öngyilkosságot követett el, felakasztotta magát a börtöncellájában. Búcsúlevelében ragaszkodott ahhoz, hogy ő ártatlan.